# Waiting for Daylight
Waiting for Daylight è il secondo album in studio del gruppo musicale danese Infernal, pubblicato nel 2000.

## Tracce
1. Intro: Serengeti (Bliss mix) – 5:05
2. Serengeti – 3:46
3. Sunrise – 3:34
4. Turkish Bizarre – 3:55
5. Humbled by Nature – 4:39
6. Living under Water – 4:33
7. Muzaik – 3:37
8. Adeel – 3:32
9. Electric Midnight – 3:28
10. Desert Poem – 3:39
11. Mizkett – 4:08